# 제시 드레이퍼

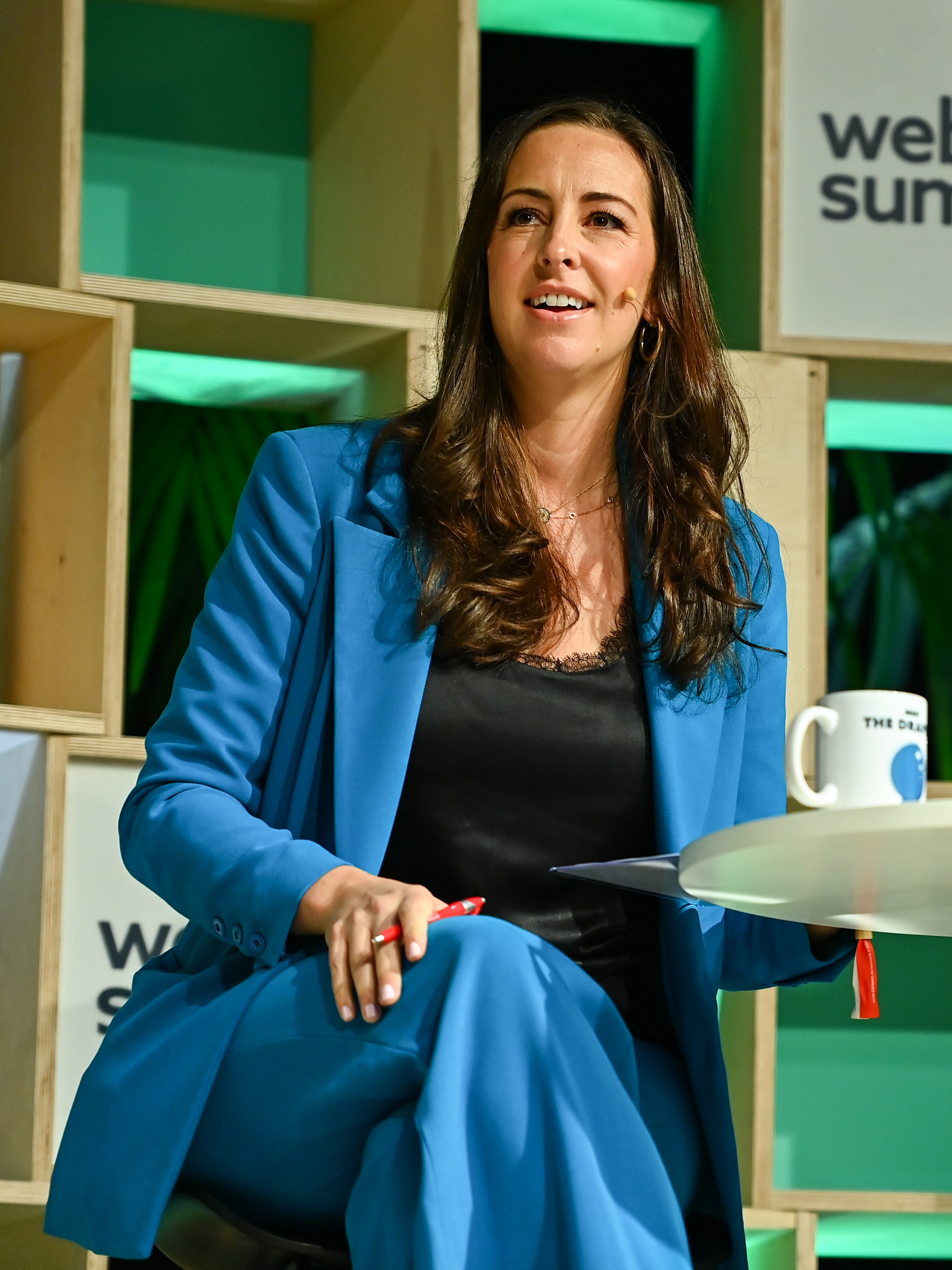
2022년 모습

제시 드레이퍼(Jesse Draper, 1986년 1월 5일 ~ )는 미국의 배우, 벤처 기업인이다.

## 출연 작품

### 영화
- 이츠 어 디재스터 (2012, It's a Disaster) - 개 산책 시켜주는 사람 역 (총괄 제작 겸임)
- Doggie B (2013)